# 铝离子电池
铝离子电池（Aluminium-ion battery）是一类可充电电池，放电时，铝离子从阴极移动到阳极；充电时，铝离子又回到阴极。铝离子电池与锂离子电池功能相似，但由于组成和结构不同，電能輸出水準有所不同。
鋁離子電池可以在很短的時間內充滿電，並可以反復充電7500次。